# Bradley, az osztály réme
A Bradley, az osztály réme (eredeti cím: There's a Boy in the Girls' Bathroom) egy gyermekregény, amit Louis Sachar szerzett. Az eredeti angol kiadás először 1987-ben jelent meg a Yearling kiadónál, továbbá finn, francia, japán, katalán, litván, magyar, német, olasz, orosz, perzsa, spanyol és thai nyelven is megjelent. Magyarul először 2001-ben jelent meg, Tóth Tamás Boldizsár fordításában, az Animus Kiadónál. A Gózon Gyula Kamaraszínház 2015. február 17-én mutatta be az A szörnyeteg – Színházi feljegyzések Bradley, az osztály réme című regény kapcsán című előadást.
A történet egy kisfiúról, Bradleyről szól, aki a legidősebb és legerősebb az ötödik osztályban, mert évet ismételt. Nem szeretik az osztálytársai, se a tanárok, de jön az iskolába egy nevelőtanár, Carla, aki elhatározza, hogy segít rajta és a végén meg fogják szeretni Bradleyt.

## Magyarul
- Bradley, az osztály réme; ford. Tóth Tamás Boldizsár; Animus, Bp., 2001